# Косцюшко (връх)
Вижте пояснителната страница за други значения на Косцюшко.
Косцю́шко (на английски: Mount Kosciuszko) е най-високият връх на континента Австралия. Намира се в Снежните планини в югоизточната част на австралийския щат Нов Южен Уелс. Надморската му височина е 2228 метра. Най-високата точка в Австралийския съюз обаче е Моусън Пийк на остров Хърд, висок 2745 m.
Върхът е наречен в чест на полския национален герой и генерал Тадеуш Косцюшко. Австралийците го произнасят Козиоско (ˈkɔziˌɔskoʊ, IPA).

## География
Върхът се намира в Снежните планини в Австралийските Алпи. Вторият най-висок връх на континента, Таунсенд, се намира само на 3,7 km северно от Косцюшко. Върхът е разположен приблизително на 150 km югозападно от столицата Канбера и по средата между Сидни и Мелбърн, разстоянието между които е 450 km.
Бидейки най-високият връх на континента, Косцюшко е един от Седемте първенци, най-високите точки на седемте континента. Все пак той не е най-високият връх в Океания, където е задминат от връх Кук в Нова Зеландия (3754 m) и Джая в Индонезия (4884 m). Поради тази причина Джая замества Косцюшко в списъка на Седемте първенци на Райнхолд Меснер.
Връх Косцюшко се издига от пенеплен – широко плато, ерозирало от вече изчезнали ледници. Релефът му е относително гладък, съставен от скали и чакъл. В резултат на многобройните цикли на замръзване и размразяване, почвите са засегнати от феномена солифлукция, който създава естествени тераси.
През 1944 г. районът около върха е обявен за национален парк Косцюшко, след като е ударен от последователни периоди на суша и пожари.

### Геология
Преди 450 милиона години, по време на ордовик, районът на Косцюшко е представлявал море. В днешно време морските седиментни скали от това време са се превърнали в метаморфни, които могат да се видят в прохода Роусън и зъберите Уотсънс: филити, кварцити и шисти. Периоди на нагъване, надигане и утаяване се редуват по време на силур и девон. Гранитни интрузии участват в процеса на повдигане на масица преди 390 милиона години. След това, в продължение на милиони години, настъпва по-стабилна фаза, която води до лека ерозия и създаването на пенеплена, където само най-здравите скали дават начало на върхове, извисяващи се над средната височина, след които попада и връх Косцюшко. Тази фаза се простира през карбон, перм, триас, юра и креда и завършва преди около 65 милиона години. По това време източната част на Австралия постепенно се повдига и Снежните планини започват да достигат приблизително своята настояща височина. Това повдигане реално не завършва допреди около 1 милион години.
По време на плейстоцен, преди около 2 милиона години, климатът се захлажда изведнъж и настъпва заледяване около Косцюшко, което на няколко пъти е прекъсвано от междуледникови периоди, създавайки морени, изрязвайки циркуси, оставяйки ератически валуни и изкопавайки ледникови езера.

## История
Правдоподобно е да се счита, че върхът е бил изкачван многократно от аборигените преди пристигането на европейците в Австралия. Първото официално изкачване на върха се приписва на полския изследовател Павел Стшелецки. Той пристига в Сидни на 25 април 1839 г. и веднага започва да изучава региона. Двама души се присъединяват към него – единият с интереси в геологията, другият в потенциала на надморската височина за създаване на храна. Те се отправят към Снежните планини на 21 декември, като към февруари към тях се присъединяват още изследователи и един абориген. Те се отправят към върха през долината на река Мъри на запад. Според Стшелецки, началото на изкачването е усложнено от сковаността на склона, многобройните дефилета и течението на водата, както и от тежестта на товара им.
Първоначално екипът изкачва връх Таунсенд на 12 март, но скоро след това осъзнават, че върхът пред тях е по-висок. Стшелецки тръгва сам към новата височина и я покорява следобеда, след което се връща в лагера. На следващия ден групата го изкачва, а Стшелецки извършва някои изчисления.
През 1850-те години флората на Косцюшко привлича много ботаници, сред които и Фердинанд фон Мюлер. От началото на 20. век туризмът започва да се развива с построяването на хотел Косцюшко през 1909 г. През 1920-те години започват големи строителни работи по хидрографско планиране в региона, които завършва през 1972 г.